# Juglans microcarpa
Juglans microcarpa là một loài thực vật có hoa trong họ Juglandaceae. Loài này được Berland. mô tả khoa học đầu tiên năm 1850.

## Hình ảnh

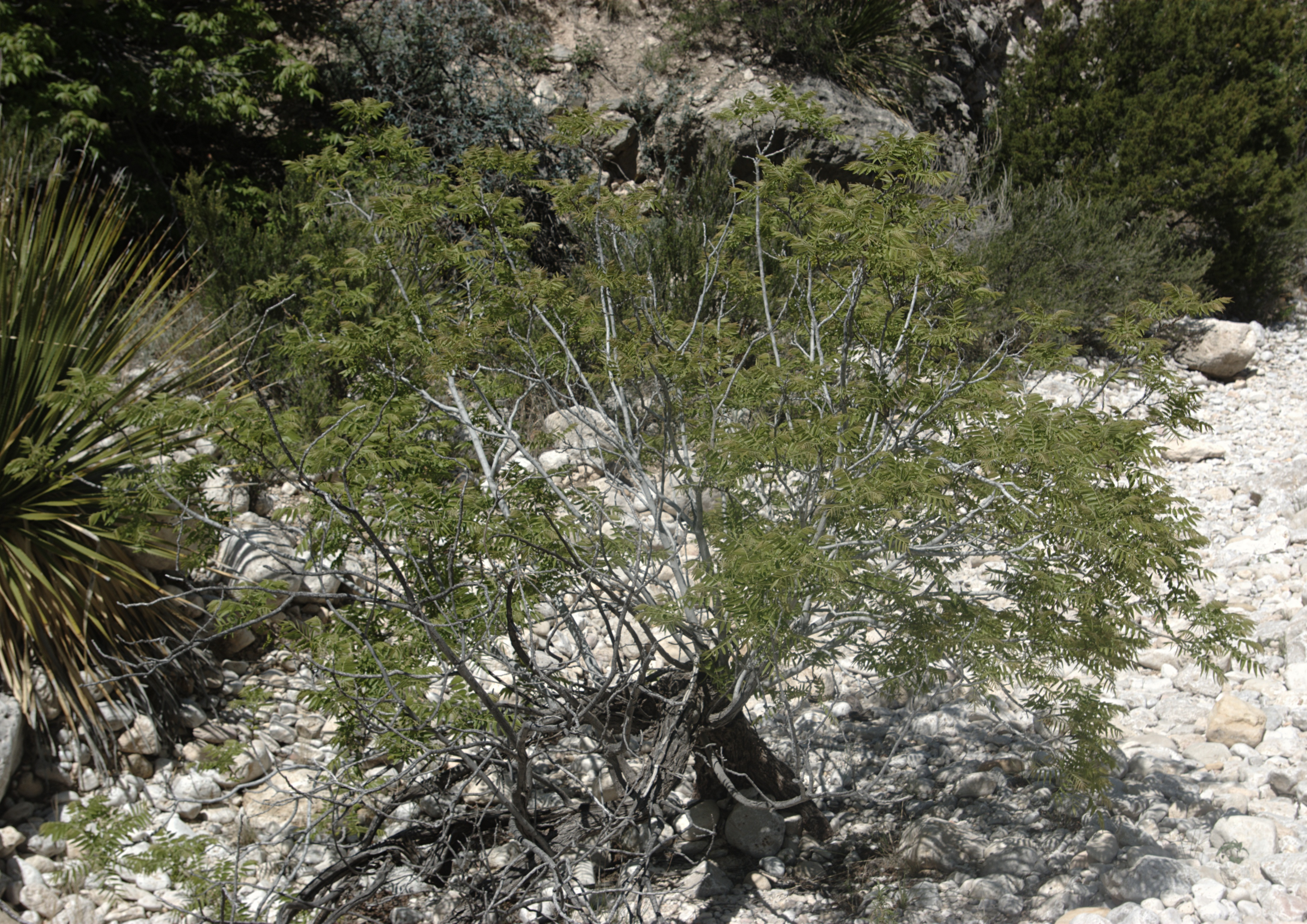
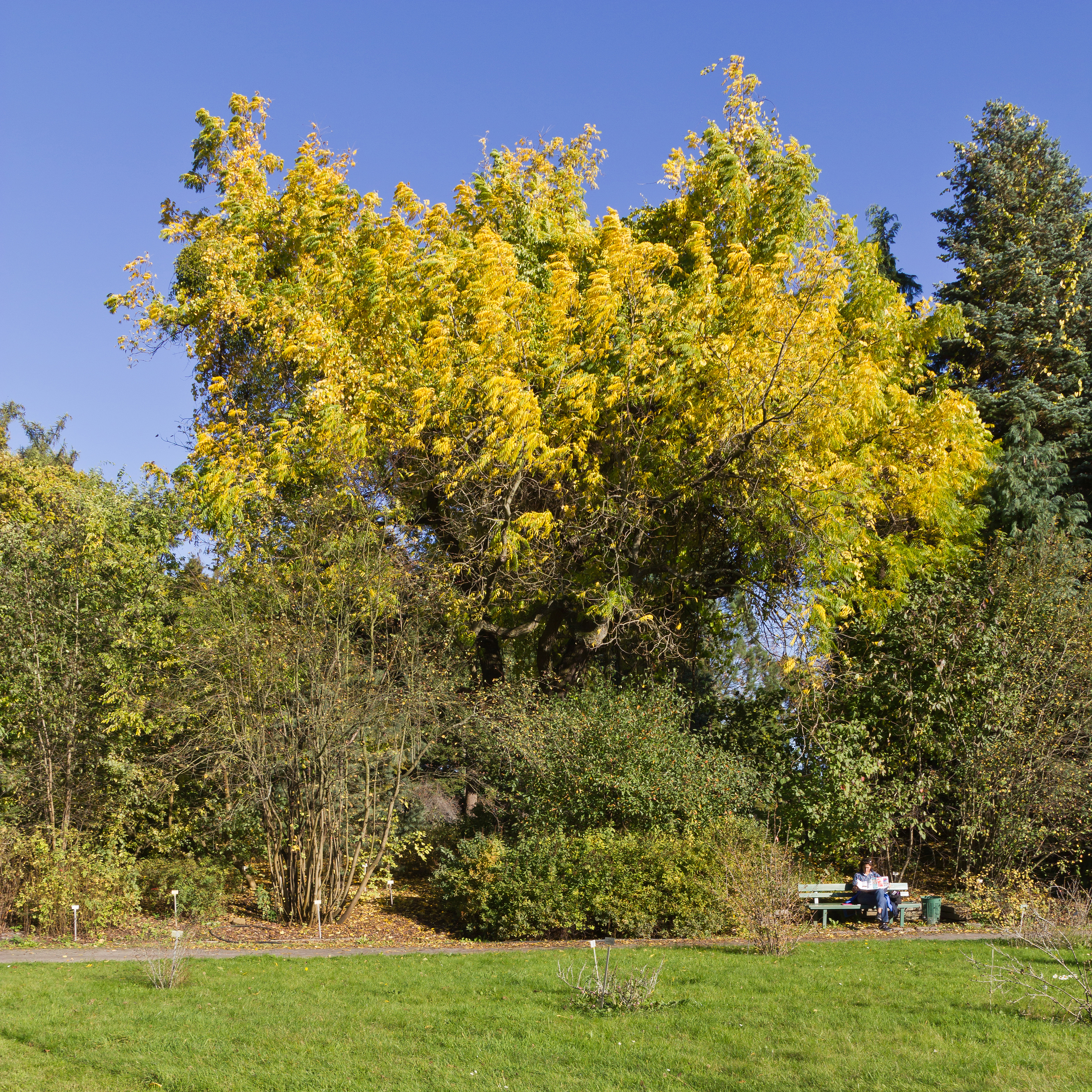